# 姜新军
姜新军（1969年—），男，汉族，中华人民共和国政治人物，现任中国共产党第二十届中央纪律检查委员会委员，新疆生产建设兵团党委常委、副政治委员，兵团纪委书记、监察委员会主任。